# Ruhna vas
Ruhna vas este o localitate din comuna Škocjan, Slovenia, cu o populație de 9 locuitori.